# Àlex Corretja
Àlex Corretja i Verdegay (* 11. April 1974 in Barcelona) ist ein ehemaliger spanischer Tennisspieler. Er erreichte zweimal das Finale der French Open, 1998 wurde er Tennisweltmeister. Mit Spanien gewann er im Jahr 2000 den Davis Cup.

## Karriere
Àlex Corretja wurde 1991 Profi, nachdem er in der Saison 1990 bei den Junioren das prestigeträchtige Orange-Bowl-Turnier gewonnen hatte. 1994 gewann er in Buenos Aires seinen ersten Profititel. 1996 erreichte er erstmals das Viertelfinale eines Grand-Slam-Turniers; in einem denkwürdigen Spiel der US Open unterlag er nach 4 Stunden und 9 Minuten dem US-Amerikaner Pete Sampras.
1997 war für Corretja eine gute Saison, in der er unter anderem auch das Masters-Turnier in Rom gewinnen konnte. Bei den French Open erreichte er 1998 das Finale, unterlag dort seinem Landsmann Carlos Moyá jedoch deutlich in drei Sätzen. Mit Moyá sollte sich Corretja in der Folgezeit noch einige umkämpfte Partien liefern, unter anderem im selben Jahr im Finale der Weltmeisterschaft, als er einen 0:2-Satzrückstand noch wenden und den Titel für sich entscheiden konnte. 
Er ist einer von fünf Gewinnern der ATP-Weltmeisterschaft, die in ihren Karrieren kein Grand-Slam-Turnier gewinnen konnten. Das Jahr beendete Corretja auf Platz 3 der Weltrangliste.
2000 feierte er vor allem Teamerfolge. Er führte die spanische Davis-Cup-Mannschaft zu ihrem ersten Titel und gewann an der Seite von Albert Costa die Bronzemedaille im olympischen Doppel. 2001 zog er noch einmal ins Finale der French Open ein, unterlag allerdings wiederum, diesmal dem Brasilianer Gustavo Kuerten. 2003 erreichte Corretja mit Spanien ein weiteres Mal das Davis-Cup-Finale, die Mannschaft zeigte sich am Ende aber der australischen Auswahl unterlegen.
In den letzten Jahren entfernte sich Corretja nach und nach von der Weltspitze. In der Saison 2005 tauchte er nur noch bei kleineren Turnieren auf. 2006 beendete er seine Karriere aufgrund einer Augenverletzung.
2011 und 2012 war er Kapitän der spanischen Davis-Cup-Mannschaft.
Seit 2015 begleitet Corretja für den pan-europäischen Sportsender Eurosport die Grand-Slam-Turniere als Interviewer.

## Erfolge
| Legende                       |
| Grand Slam                    |
| Tennis Masters Cup            |
| ATP Masters Series            |
| ATP International Series Gold |
| ATP International Series      |

| Titel nach Belag |
| Hartplatz (5)    |
| Rasen (0)        |
| Sand (14)        |
| Teppich (1)      |

### Einzel

#### Turniersiege
| Nr. | Datum             | Turnier            | Belag       | Finalgegner            | Ergebnis                |
| --- | ----------------- | ------------------ | ----------- | ---------------------- | ----------------------- |
| 1.  | 14. November 1994 | Buenos Aires       | Sand        | Javier Frana           | 6:3, 5:7, 7:65          |
| 2.  | 14. April 1997    | Estoril            | Sand        | Francisco Clavet       | 6:3, 7:5                |
| 3.  | 19. Mai 1997      | Rom                | Sand        | Marcelo Ríos           | 7:5, 7:5, 6:3           |
| 4.  | 21. Juli 1997     | Stuttgart          | Sand        | Karol Kučera           | 6:2, 7:5                |
| 5.  | 16. Februar 1998  | Dubai              | Hartplatz   | Félix Mantilla         | 7:60, 6:0               |
| 6.  | 13. Juli 1998     | Gstaad (1)         | Sand        | Boris Becker           | 7:65, 7:5, 6:3          |
| 7.  | 24. August 1998   | Indianapolis       | Sand        | Andre Agassi           | 2:6, 6:2, 6:3           |
| 8.  | 26. Oktober 1998  | Lyon               | Teppich (i) | Tommy Haas             | 2:6, 7:66, 6:1          |
| 9.  | 30. November 1998 | Tennis Masters Cup | Hartplatz   | Carlos Moyá            | 3:6, 3:6, 7:5, 6:3, 7:5 |
| 10. | 20. März 2000     | Indian Wells       | Hartplatz   | Thomas Enqvist         | 6:4, 6:4, 6:3           |
| 11. | 17. Juli 2000     | Gstaad (2)         | Sand        | Mariano Puerta         | 6:1, 6:3                |
| 12. | 30. Juli 2000     | Kitzbühel (1)      | Sand        | Emilio Benfele Álvarez | 6:3, 6:1, 3:0 Aufgabe   |
| 13. | 21. August 2000   | Washington         | Hartplatz   | Andre Agassi           | 6:2, 6:3                |
| 14. | 23. Oktober 2000  | Toulouse           | Hartplatz   | Carlos Moyá            | 6:3, 6:2                |
| 15. | 22. Juli 2001     | Amsterdam          | Sand        | Younes El Aynaoui      | 6:3, 5:7, 7:6, 3:6, 6:4 |
| 16. | 15. Juli 2002     | Gstaad (3)         | Sand        | Gastón Gaudio          | 6:3, 7:63, 7:63         |
| 17. | 29. Juli 2002     | Kitzbühel (2)      | Sand        | Juan Carlos Ferrero    | 6:4, 6:1, 6:3           |

Finalteilnahmen
| Nr. | Datum              | Turnier     | Belag     | Finalgegner         | Ergebnis              |
| --- | ------------------ | ----------- | --------- | ------------------- | --------------------- |
| 1.  | 2. November 1992   | Guarujá     | Hartplatz | Carsten Arriens     | 6:7, 3:6              |
| 2.  | 3. Oktober 1994    | Palermo     | Sand      | Alberto Berasategui | 6:2, 6:7, 4:6         |
| 3.  | 13. Mai 1996       | Hamburg     | Sand      | Roberto Carretero   | 6:2, 4:6, 4:6, 4:6    |
| 4.  | 29. Juli 1996      | Kitzbühel   | Sand      | Alberto Berasategui | 2:6, 4:6, 4:6         |
| 5.  | 7. Oktober 1996    | Marbella    | Sand      | Marc-Kevin Goellner | 6:7, 6:7              |
| 6.  | 28. April 1997     | Monte Carlo | Sand      | Marcelo Ríos        | 4:6, 4:6, 3:6         |
| 7.  | 5. Mai 1997        | München     | Sand      | Mark Philippoussis  | 6:7, 6:1, 4:6         |
| 8.  | 11. Mai 1998       | Hamburg     | Sand      | Albert Costa        | 2:6, 0:6, 0:1 Aufgabe |
| 9.  | 8. Juni 1998       | French Open | Sand      | Carlos Moyá         | 3:6, 5:7, 3:6         |
| 10. | 18. Januar 1999    | Sydney      | Hartplatz | Todd Martin         | 3:6, 6:7              |
| 11. | 30. August 1999    | Long Island | Hartplatz | Magnus Norman       | 6:7, 6:4, 3:6         |
| 12. | 20. September 1999 | Mallorca    | Sand      | Juan Carlos Ferrero | 6:2, 5:7, 3:6         |
| 13. | 11. Juni 2001      | French Open | Sand      | Gustavo Kuerten     | 7:6, 5:7, 2:6, 0:6    |

### Doppel

#### Turniersiege
| Nr. | Datum           | Turnier   | Belag | Partner         | Finalgegner                      | Ergebnis      |
| --- | --------------- | --------- | ----- | --------------- | -------------------------------- | ------------- |
| 1.  | 1. Oktober 1995 | Palermo   | Sand  | Fabrice Santoro | Hendrik Jan Davids Piet Norval   | 6:7, 6:4, 6:3 |
| 2.  | 14. April 1997  | München   | Sand  | Pablo Albano    | Karsten Braasch Jens Knippschild | 3:6, 7:5, 6:2 |
| 3.  | 29. Juli 2001   | Kitzbühel | Sand  | Luis Lobo       | Simon Aspelin Andrew Kratzmann   | 6:1, 6:4      |

#### Finalteilnahmen
| Nr. | Datum          | Turnier   | Belag | Partner          | Finalgegner                       | Ergebnis  |
| --- | -------------- | --------- | ----- | ---------------- | --------------------------------- | --------- |
| 1.  | 18. Juni 1995  | Porto     | Sand  | Jordi Arrese     | Tomás Carbonell Francisco Roig    | 3:6, 6:7  |
| 2.  | 20. April 1997 | Barcelona | Sand  | Pablo Albano     | Alberto Berasategui Jordi Burillo | 3:6, 5:7  |
| 3.  | 22. Juli 2001  | Amsterdam | Sand  | Luis Lobo        | Paul Haarhuis Sjeng Schalken      | 4:6, 2:6  |
| 4.  | 28. Juli 2002  | Kitzbühel | Sand  | Lucas Arnold Ker | Robbie Koenig Thomas Shimada      | 6:73, 4:6 |

## Persönliches
Àlex Corretja ist seit 2001 mit Marta Cors verheiratet und hat mit ihr zwei Töchter.